# グン＝リタ・ダーレ・フレショ
グン＝リタ・ダーレ・フレショ（Gunn-Rita Dahle Flesjå、1973年2月10日 - ）は、ノルウェー、スタヴァンゲル出身の女子自転車競技（マウンテンバイク、クロスカントリー）選手。
2004年アテネオリンピック、クロスカントリーで金メダルを獲得した他、世界選手権クロスカントリー、バイクマラソンで各4回ずつ優勝を果たしている。

## 来歴
1995年
- ノルウェー選手権・クロスカントリー(XC) 優勝

1996年
- アトランタオリンピック・XC 4位
- ワールドカップ・XC 総合2位

1997年
- ノルウェー選手権・XC 優勝

1998年
- マウンテンバイク世界選手権・XC 2位
- ノルウェー選手権・XC 優勝

1999年
- ノルウェー選手権・XC 優勝
- ワールドカップ・XC 総合2位

2001年
- ノルウェー選手権・XC 優勝

2002年
- マウンテンバイク世界選手権・XC 優勝
- ヨーロッパ自転車競技選手権大会（欧州選手権）・XC 優勝

2003年
- ワールドカップ・XC 総合優勝
- 欧州選手権・XC 優勝

2004年
- アテネオリンピック・XC 優勝
- マウンテンバイク世界選手権
  -  XC 優勝
  -  バイクマラソン 優勝
- ワールドカップ・XC 総合優勝
- 欧州選手権・XC 優勝
- ノルウェー選手権・XC 優勝

2005年
- マウンテンバイク世界選手権
  -  XC 優勝
  -  バイクマラソン 優勝
- ワールドカップ・XC 総合優勝
- 欧州選手権・XC 優勝
- ノルウェー選手権・XC 優勝

2006年
- マウンテンバイク世界選手権
  -  XC 優勝
  -  バイクマラソン 優勝
- ワールドカップ・XC 総合優勝
- 欧州選手権・バイクマラソン 優勝

2008年
- マウンテンバイク世界選手権・バイクマラソン 優勝

2011年
- 欧州選手権・XC 優勝

2012年
- マウンテンバイク世界選手権・XC 2位
- ワールドカップ・XC 総合2位
- 欧州選手権・XC 優勝